# Нафта і природний газ Туркменістану
Нафта і природний газ Туркменістану

## Геологічні запаси. Основні родовища.
Нафта і газ є головним багатством країни. У Туркменістані на кінець ХХ ст. виявлено 19 нафт. і газонафтових та 65 газових родовищ. Півн.-зах. райони Т. входять до складу Південно-Каспійської нафтогазоносної провінції. Родовища зах. частини Т. (Прибалханський район) входять до складу Прибалхано-Апшеронської зони нафтогазонакопичення. Нафтогазоносність півн. і зах. районів Туркменістану пов'язана з антиклінальними зонами в неогенових відкладах, колектори виключно теригенні. Поклади пластові склепінчасті часто тектонічно або літологічно екрановані. Нафти Зах.-Туркменської западини нафтенові, метанові і проміжних типів з низьким вмістом S (0,22-0,33%) і густиною 780—910 кг/м3. Гази метанові з підвищеним вмістом СО2 і N2.
За даними Міністерства нафти та газу Т. запаси газу в країні на 2000 р. становлять 45,44 млрд т в нафтовому еквіваленті. Найбільші газові родов. Т. зосереджені у центр. і сх. платформних частинах країни (Амудар’їнська газонафтоносна провінція). Зони нафтогазонакопичення пов'язані з великими тектонічними зонами валоподібних піднять осн. структурних елементів епігерцинської платформи. Газоносні теригенні і карбонатні відклади верх. юри, ниж. і верх. крейди, палеогену; нафтоносні в осн. нижньокрейдові відклади. Інтервал газоносності 420-5000 м, нафтоносності 640—2340 м. Поклади пластові склепінчасті тектонічно і літологічно екрановані. Нафта з карбонатних колекторів нафтеново-ароматичного складу, сірчиста (S до 1%) з густиною 900 кг/м3, з теригенних — метанонафтенова з низьким вмістом S і густиною 840—880 кг/м3. Гази метанові містять до 155 г/см3 газового конденсату.
Прогнозні ресурси газу в Т. оцінюються фахівцями країни в 17 трлн. куб.м, з них 11.5 трлн куб.м — на суші, а 5.5 трлн куб.м (за оцінкою Western Atlas 1999 р.) — на Каспії. З 2860 млрд куб.м доведених запасів газу (2001) близько 63% зосереджено в Амудар'їнському бас., де розташовані найбільші газові родовища Даулетабад (доведені запаси — 707 млрд куб.м) і Яшлар (764 млрд куб.м). За даними корпорації «Туркменгаз», в останні роки спостерігається перевищення відбору газу над приростом запасів. У 2000 р. ця різниця досягла максимального за останні 5 років рівня — 35 млрд куб.м.
Південний схід туркменського сектора Каспію за результатами сейсморозвідки є найбагатшим з точки зору вуглеводневих ресурсів. За даними «Вестерн Геофізікал» запаси туркменського шельфу Каспію становлять 11 млрд тонн нафти і 5,5 трлн кубометрів газу. За оцінкою експертів компанії Dragon Oil, запаси (розвідані і заздалегідь оцінені) родовищ території «Челекен», що має у своєму складі три морські нафтові родовища: Челекенянгуммез, Джейтун (колишнє ЛАМ) і Джігалібег (колишнє Жданова) становлять 600 млн барелів нафти і 2,3 трлн кубічних футів газу. Тут же знаходиться і свердловина, що показала максимальний добовий дебіт — 2 тис. т. [Нафтогазова Вертикаль].
Туркменські геологи на початку XXI ст. (2004) продовжують розвідувальні роботи на площах Шатут, Небітлідже, Годурдепе, Хазар, Південний Хазар, Акпартлаук, де можливе відкриття великих родовищ нафти.